# Armoriale dei comuni del libero consorzio comunale di Trapani
Questa pagina contiene le armi (stemmi e blasonature) del libero consorzio comunale di Trapani e dei suoi 25 comuni.
| Stemma        | Comune e blasonatura | Gonfalone          |
| ------------- | --- | ------------------ |
|               | Alcamo D'argento, all'aquila dal volo spiegato di nero, coronata d'oro, posta sopra un monte, accostato da altri due laterali, cimati da due querce, il tutto d'oro D.C.G. del 7 luglio 1932 Gonfalone: drappo di bianco riccamente ornato di ricami d'oro e caricato dello stemma civico con l'iscrizione centrata in oro: Città di Alcamo. Le parti di metallo ed i cordono saranno dorati. L'asta verticale sarà ricoperta di vellutto bianco con bullette dorate poste a spirale. Nella freccia sarà rappresentato lo stemma della città e sul gambo inciso il nome. Cravatta con nastri tricolorati dai colori nazionali frangiati d'oro D.P.R. del 19 dicembre 1988, registrato alla Corte dei conti il 26 gennaio 1989, Reg. N. 2 Presidenza fog. N. 28, trascritto nel Registro Araldico dell'Archivio Centrale dello Stato il 28 marzo 1989, e registrato nei registri dell'Ufficio Araldico il 24 aprile 1989, Reg. anno 1988, pag. n. 120 Gonfalone in uso dopo il 1948: drappo partito di verde e di bianco… Gonfalone in uso prima del 1944: drappo di rosso… |                    |
|               | Buseto Palizzolo Sul campo argenteo dello scudo di tipo sannitico è raffigurato, sull'orizzonte di un verde colle, un albero di ulivo sul cui tronco è attorcigliata una vigna carica dei suoi frutti; inoltre sul suo cantone sinistro del capo spicca un'aurea spiga di grano. Lo scudo è sormontato dalla corona comunale e decorato da rami di ulivo e di quercia uniti da un fiocco | Gonfalone Bandiera |
|               | Calatafimi Segesta Campo di cielo, al castello, al naturale, torricellato di tre pezzi, merlato alla ghibellina, la torre centrale più alta, finestrato, semiaperto e murato di nero, fondato su pianura verde movente dalla punta dello scudo, sormontato da un'aquila spiegata, al naturale, membrata, imbeccata e coronata d'oro D.C.G. del 5 luglio 1929 Gonfalone: Drappo rettangolare di stoffa color porpora, terminato nella parte inferiore a tre bandoni a forma di vajo irregolare, il centrale più lungo, riccamente ornato con ricami d'argento e caricato dello stemma del Comune, sormontato dall'iscrizione centrata in argento: "Comune di Calatafimi". Il lato corto della stoffa è inchiodata ad un'asta orizzontale con pomi argentati alle due estremità e sospesa mediante lacci argentati e fiocchi laterali ad un'asta verticale ricoperta di velluto porpora con bulletti di metallo bianco, poste a spirale, e cimata da una freccia con gambo di metallo argentato, con lo stemma del Comune. Cravatta e nastri ricolorati dai colori nazionali frangiati di argento D.C.G. del 5 luglio 1929 |                    |
|               | Campobello di Mazara Leone rampante fondo azzurro con sopra la scritta VIRO COSTANTI e corona Gonfalone: Drappo di azzurro... |                    |
|               | Castellammare del Golfo D'argento, al torrione di rosso, murato di nero, chiuso di rosso, merlato alla ghibellina di tre, caricato dall'aquila d'oro, artigliante la sommità dell'arco a tutto sesto della porta, esso torrione fondato sulla campagna di azzurro, mareggiata di argento. Ornamenti esteriori da Comune Titolo di città: 2016 Drappo troncato di azzurro e di rosso. |                    |
|               | Castelvetrano D'azzurro alla pianta di palma d'oro, con intorno allo stemma la leggenda: Palmosa Civitas Castrum Vetranum D.C.G. del 4 agosto 1930 Titolo di città: D.C.G del 28 gennaio 1936 |                    |
|               | Custonaci Di argento, all'aquila al naturale, rivoltata, dal volo spiegato, tenente con gli artigli un nastro d'azzurro con la scritta in argento: Et ero custos Decreto del 25 agosto 1953. |                    |
|               | Erice Campo di cielo, al monte di due cime, movente dalla punta, sormontato da una colomba che si libra in volo, tenente nel becco un ramoscello d'ulivo, il tutto al naturale D.C.G del 23 marzo 1930 Gonfalone: Drappo di bianco... | Gonfalone Bandiera |
|               | Favignana D'azzurro, alle tre torri merlate alla guelfa, aperte e finestrate di nero, quella di mezzo sormontata da un'aquila di nero, poggiate su una campagna montuosa, dalla quale si muove indietro un mare agitato limitato da una catena di tre monti R.D. del 14 ottobre 1937, RR.LL.PP. del 7 settembre 1939 D.P.R. № 4409 del 29 ottobre 1986 |                    |
|               | Gibellina Gonfalone: Drappo di azzurro... |                    |
|               | Marsala Di azzurro, al mezzo busto di Apollo, in profilo, posto a sinistra, di carnagione, capelluto d'oro, la chioma ornata dal serto di alloro, di verde, il mento e il petto di Apollo attraversanti la lira di oro, posta in banda a destra, il tutto sormontato dalla scritta centrata, in lettere maiuscole di rosso, ΛΙΛΥΒΑΙΤΑΝ. Ornamenti esteriori da Città Concessione stemma e gonfalone con D.P.R. del 20 ottobre 2003 Gonfalone: Drappo di rosso... |                    |
|               | Mazara del Vallo D'argento alla muraglia al naturale aperta di nero, con fascia d'oro; dalla muraglia emergono, a destra, um minareto ed a sinistra un castello turrito; sopra la porta della muraglia trovasi la figura del Salvatore in atto di benedire Incongruenza tra disegno e blasonatura: la muraglia è aperta del campo e non di nero. D.C.G del 20 dicembre 1928 Gonfalone: drappo di giallo… |                    |
|               | Misiliscemi Gonfalone: |                    |
|               | Paceco di rosso, a tre fasce d'argento caricata ognuna di una pignatta di nero Incongruenza tra disegno e blasonatura: la blasonatura non dice che le pignatte sono sfalsate in senso orizzontale. R.D. dell'8 maggio 1933, RR.LL.PP. del 29 gennaio 1934 Gonfalone: drappo di colore azzurro, riccamente ornato di ricami d'argento e caricato dello stemma sopra descritto e con l'iscrizione centrata in argento: COMUNE DI PACECO. Le parti di metallo ed i nastri saranno argentati. L'asta verticale sarà ricoperta di velluto azzurro con bullette argentate poste a spirale. Nella freccia sarà rappresentato lo stemma del Comune e sul gambo inciso il nome. Cravatta e nastri tricolorati dai colori nazionali, frangiati d'argento. Forma e dimensioni regolamentari R.D. dell'8 maggio 1933, RR.LL.PP. del 29 gennaio 1934 |                    |
|               | Pantelleria Gonfalone: drappo di azzurro… |                    |
|               | Partanna D'azzurro al castello al naturale sormontato da grifo d'oro" Incongruenza tra disegno e blasonatura: la blasonatura non cita il capo, probabilmente un residuo del capo del Littorio. |                    |
|               | Petrosino d'azzurro caricato da un portale d'oro aperto del campo. Ornamenti esteriori da Comune D.P.R. del 31 luglio 1981 Gonfalone: drappo d'azzurro... |                    |
|               | Poggioreale Tre monti, dei quali il più centrale è il più alto ed è roccioso. Detti monti sono illuminati da 3 stelle. È altresì rappresentato un elmo sovrastante con visiera abbassata e decorata da cimiero con piume sfolgoranti, colorate, piegate in giù |                    |
| Stemma in uso | Salaparuta Pianta di ruta sradicata di verde, sormontata in capo da una stella di rosso R.D. del 25 ottobre 1928, RR.LL.PP. del 18 marzo 1929 Gonfalone: drappo di azzurro… |                    |
|               | Salemi D'oro, all'aquila spiegata al naturale, caricata in cuore di uno scudetto di azzurro, al mastio al naturale, accompagnato in punta da due rami di verde decussati D.C.G del 9 maggio 1930 Gonfalone: Drappo di seta di colore giallo a forma rettangolare, leggermente appuntito alla base (90×150), bordato da frangia dorata. Al centro, ricamato a fili d'oro sul velluto rosso, il sottodescritto stemma del Comune contenuto su scudo normanno di cm 45×50. Il tutto attaccato verticalmente a un'asta metallica ornata da un cordoncino d'oro munito alle estremità da 2 nappe di seta del medesimo colore |                    |
|               | San Vito Lo Capo Un faro, con a sinistra un'ancora, su un promontorio D.P.R. del 14 dicembre 1956 Gonfalone: drappo di azzurro… |                    |
|               | Santa Ninfa Di argento, alla effigie di Santa Ninfa, alquanto volta verso il fianco sinistro, capelluta d'oro, con il viso, le mani, i piedi di carnagione, vestita con la lunga tunica di azzurro, tenente con la mano destra la palma del martirio, di verde, posta in banda, con la mano sinistra la face d'oro, infiammata di rosso, la Santa ritta ed attraversante sul terreno acciottolato al naturale, a guisa di banda alzata e fondato in punta, esso terreno posto tra due colline di verde naturale, fondate in punta e uscenti dai fianchi, la collina posta a destra, cimata dalla piccola fortezza di rosso, con la sommità irregolare e uscente dal fianco, la collina posta a sinistra cimata da altra piccola fortezza di rosso, con la sommità ugualmente irregolare. Ornamenti esteriori da Comune Gonfalone: Drappo troncato di rosso e di bianco, riccamente ornato di ricami d'argento e caricato dallo stemma comunale con la iscrizione centrata in argento, recante la denominazione del Comune. Le parti di metallo ed i cordoni saranno argentati. L'asta verticale sarà ricoperta di velluto dei colori del drappo, alternati, con bullette argentate poste a spirale. Nella freccia sarà rappresentato lo stemma del Comune e sul gambo inciso il nome. Cravatta con nastri ricolorati dai colori nazionali frangiati d'argento |                    |
|               | Trapani Di rosso, al ponte di tre archi, l'ultimo incompleto, sostenente cinque torri, delle quali la seconda più alta, il tutto di oro, murato di nero, posto sopra un mare fluttuoso di azzurro e di argento, e sormontato da una falce d'oro, posta in fascia, con la impugnatura a destra e la punta rivolta verso la punta dello scudo D.C.G dell'11 agosto 1928 Gonfalone: drappo di rosso... | Gonfalone Bandiera |
|               | Valderice D.P.R. del 30 dicembre 1956, registrato alla Corte dei conti il 7 maggio 1957, reg. n. 5, Presidenza, foglio 3140. |                    |
|               | Vita D'oro, all'albero di pino, al naturale, nodrito su di una cima di un monte di verde, movente dalla punta, addestrato da un leone al naturale, rampante contro il fusto dell'albero e sormontato da un sole di rosso D.C.G del 23 marzo 1930 Gonfalone: drappo di rosso… |                    |